# Валентин (папа)
Валентин (лат. Valentinus, італ. Valentino Leoni; бл. 800 — 10 жовтня 827) — сотий папа Римський (1 вересня (за деякими даними 31 серпня) 827—10 жовтня 827), народився у Римі в районі Віа Лата в шляхетній родині. Відомо, що його батька звали Леонтій Леоні (лат. Leontius, італ. Leonzio Leoni). Був дияконом ще за папи Пасхалія I. Згодом возведений в сан архидиякона. Був наближеним до папи Євгенія ІІ: за однією версією, був його сином, згідно іншої — перебував з ним у близьких стосунках. За кілька тижнів понтифікату не встиг зробити ніяких важливих діянь.